# Eumir Marcial
Eumir Felix de los Santos Marcial (Zamboanga, 26 ottobre 1995) è un pugile filippino.
Da dilettante ha vinto la medaglia d'argento ai Campionati mondiali di pugilato dilettanti 2019 e quella di bronzo ai Giochi olimpici di Tokyo 2020, entrambe nella categoria dei pesi medi.

## Biografia
Il 15 luglio 2021 è stato designato come portabandiera delle Filippine assieme alla judoka Kiyomi Watanabe ai Giochi di Tokyo 2020.

## Palmarès
- Campionati asiatici

Bangkok 2015: argento nei pesi welter.
- Giochi asiatici

Giacarta 2018: bronzo nei pesi medi.
- Giochi del Sud-est asiatico

Singapore 2015: oro nei pesi welter.
Malesia 2017: oro nei pesi medi.